# Пащенко, Яна Валерьевна
Яна Валерьевна Пащенко (род. 3 января 1979, Ворошиловград) — государственный и политический деятель самопровозглашённой Луганской Народной Республики. Временно исполняющий обязанности главы администрации города Луганска (с ноября 2023 года).

## Биография
Родилась 3 января 1979 года в Ворошиловграде. Окончила школу с отличием. С 2005 по 2010 год обучалась в Восточноукраинском национальном университете имени Владимира Даля. В 2019 году была начальником управления финансов администрации Луганска. Затем замглавы администрации города.
В ноябре 2023 года стала временно исполняющей обязанности главы администрации города Луганск, заменив на посту Манолиса Пилавова.

## Награды
- Знак «За усердие» II степени (ЛНР)
- Почётный знак администрации города Луганска Луганской Народной Республики «За заслуги перед Луганском» III степени[1]
- Памятная ведомственная медаль «100 лет контрольно-ревизионным органам Минфина России»